# بيني غالاغير
بيني غالاغير (بالإنجليزية: Benny Gallagher) هو موسيقي وعازف بيانو ومغني وكاتب أغاني بريطاني، ولد في 10 يونيو 1945 في لارغس ‏ في المملكة المتحدة.

## وصلات خارجية
- بيني غالاغير على موقع ميوزك برينز (الإنجليزية)
- بيني غالاغير على موقع أول ميوزيك (الإنجليزية)
- بيني غالاغير على موقع ديسكوغز (الإنجليزية)